# Stefan Stambolov
Stefan Nikolov Stambolov (bulgare : Стефан Николов Стамболов), né le 31 janvier 1854 (12 février dans le calendrier grégorien) à Veliko Tarnovo et mort le 6 juillet 1895 (18 juillet dans le calendrier grégorien) à Sofia,  est un homme d'État, révolutionnaire et poète bulgare.
Il est président de l'Assemblée nationale de 1884 à 1886, régent entre 1886 et 1887 et Premier ministre de 1887 à 1894. Il est considéré comme l'un des plus importants fondateurs de la Bulgarie moderne et est parfois surnommé « le Bismarck bulgare ». Il occupe pour une courte période les fonctions de ministre des Affaires étrangères en 1890.
Il est tué au centre de Sofia par un attentat de l'Organisation révolutionnaire intérieure macédonienne (VMRO), comprenant Naum Tiufekchiev, pour ses méthodes autoritaires, son soutien à l'Empire ottoman et sa répression de la VMRO,.